# بخش آکراکیا
منطقه اکراکویا (به اسپانیایی: Acraquia District) یک سکونتگاه مسکونی در پرو است که در منطقه اوانکاولیکا واقع شده‌است.

## خصوصیات
منطقه اکراکویا ۱۱۰٫۲۷ کیلومترمربع مساحت و ۵٬۰۶۱ نفر جمعیت دارد و ۳٬۲۸۷ متر بالاتر از سطح دریا واقع شده‌است.